# Charles Theunissen
Pour les articles homonymes, voir Theunissen.
Charles Theunissen, né à As le 10 mai 1871 et mort à Watermael-Boitsfort le 24 janvier 1948, est un peintre belge.

## Biographie

### Famille
Charles (Charles Philippe) Theunissen, né à As, province de Limbourg, le 10 mai 1871, est le fils de Jan Matthys (1834-1908), meunier, devenu bourgmestre d'As, et de Maria Catharina Bijnens (1840-1916). Il épouse à Anvers le 9 mai 1899 Joséphine Ramboux (1869-1940). Le couple a trois filles, dont Suzanne Theunissen (1907-2004), artiste peintre.

### Formation
En 1888, Charles Theunissen devient étudiant à l'Académie royale des beaux-arts d'Anvers et accompagne son professeur de paysages, le peintre Joseph Coosemans, lors de ses pérégrinations en Campine limbourgeoise. En 1894, il figure parmi 18 candidats au prix Godecharle en proposant Virgo virginum dans la catégorie peinture, sans réussir à obtenir la bourse.

### Carrière
Pour parfaire son art, Charles Theunissen s'installe à Liège et expose au Cercle des beaux-arts de la ville en 1897 et en 1898. La ville de Liège acquiert, en 1903, La Rue Saint-Pierre, destinée à décorer la salle des mariages de l'Hôtel de ville. Charles Theunissen envoie un portrait, jugé comme l'un des plus réussis du salon par Olympe Gilbart, à l'Exposition universelle de Liège de 1905.
En 1909, il retourne dans le Limbourg. À l'Exposition universelle de Bruxelles de 1910, il envoie Vie paisible. Il présente L'Examen nuptial et Le Petit retardataire au Salon de Bruxelles de 1914.
En 1917, sa famille et lui déménagent à Watermael-Boitsfort. Il est convaincu que Bruxelles lui révélerait les derniers mouvements artistiques. En 1920, il expose à la salle Æolian Offrande à Marie et Jésus chassant les marchands du temple au salon d'art religieux. En 1926, il bénéficie d'une rétrospective de ses œuvres à la galerie royale à Bruxelles. En 1929, il séjourné en Provence, suivant les traces de Vincent van Gogh. Il y découvre de nouvelles nuances de couleurs. En octobre 1930, il expose, conjointement avec sa fille Suzanne, ses toiles à la galerie Larribe à Ixelles. En 1938, il envoie des paysages au salon du cercle artistique de Boitsfort,.
Le 24 janvier 1948, Charles Theunissen, meurt, à l'âge de 76 ans, à Watermael-Boitsfort.

## Œuvre

### Caractéristiques
Son champ pictural couvre essentiellement les portraits et les paysages, de même que les scènes d'intérieur, les scènes de genre et les sujets religieux.

### Réception critique
En 1898, le quotidien La Meuse publie, sous la plume du peintre Émile D'Heur, une critique élogieuse des œuvres que Charles Theunissen expose au cercle artistique de Liège : « La technique de M. Theunissen est très remarquable, énergique, et en même temps bien ambiante, les plans sont échelonnés bien à point dans La Maîtrise des petites sœurs des pauvres. Dans Enfants jouant dans la prairie, le tableau est aussi charmant, bien en contraste avec le précédent, témoignage de la variété de talent du peintre. L'étude des valeurs est remarquablement bien observée : la fraîcheur des têtes enfantines, dans l'ombre, les vêtements bleus, gris, lilas, la finesse de l'atmosphère, la prairie émaillée, au fond le jardin légumier, tout cela constitue une vibrante harmonie, en même temps brillante et délicate. »

### Collections
En 1923, à Bruxelles, l'Institut Saint-Boniface Parnasse inaugure son monument aux morts de la Première Guerre mondiale, en dévoilant un triptyque représentant les élèves morts aux combats dû au peintre Charles Theunissen.
Le MoMuse à Molenbeek-Saint-Jean conserve La Ravaudeuse, huile sur toile, inventaire no 813, format 39,5 × 28 cm.